# شایوسنت‌پتر
شایوسِنت‌پِتِر (به مجاری: Sajószentpéter) در بورشود-آبااوی-زمپلن در کشور مجارستان واقع شده‌است. جمعیت این شهر ۱۲٫۷۵۸ نفر است.